# بيل ميلر (حكم كرة قاعدة)
بيل ميلر (بالإنجليزية: Bill Miller)‏ هو حكم كرة قاعدة ‏ أمريكي، ولد في 31 مايو 1967 في فاليجو في الولايات المتحدة.